# Daithí
Daithí (eigentlich Daithí Ó Drónaí [d̪ahiː oː d̪ɾoːn̪iː]) ist ein irischer Nachwuchsgeiger. Bekannt wurde er durch seine Teilnahme an der ersten Staffel der Talentshow Must Be the Music des privaten Fernsehsenders Sky1, bei dem er das Finale erreichte.
Daithí stammt aus der irischen Grafschaft Clare. Sein Großvater Chris Droney war ein bekannter Konzertgeiger. Vor der Teilnahme an der Show sammelte er Bühnenerfahrungen bei Auftritten während Musikfestivals.